# Chapadinha
Chapadinha é um município brasileiro do estado do Maranhão. Localizado na região Leste do Maranhão e na Microrregião de Chapadinha. A cidade possui uma população estimada em 80.195 habitantes e uma área territorial de 3.247,385 quilômetros quadrados.
É sede da Região de Planejamento do Alto Munim (Lei Complementar 108/2007), bem como sede regional de diversos órgãos públicos e está inserida na mais nova "fronteira agrícola" do Maranhão e do MATOPIBA: o Baixo Parnaíba Maranhense.

## Toponímia
Os registros históricos indicam que a região de Chapadinha foi originalmente habitada pelo povo indígena Anapurus, pertencente a família Tupi. Esses grupos, originalmente de características nômades, ocupavam extensas áreas do território brasileiro, com predominância em regiões litorâneas. O processo de colonização europeia teria provocado a dispersão dessas populações, levando à formação de grupos menores que migraram para o interior.
Quanto à origem do topônimo "Chapadinha", a tradição oral aponta duas possíveis influências:
1. As características geográficas do terreno (chapada, referindo-se à topografia plana da região).
2. A presença de mulheres de pele morena (mulatas) entre os primeiros habitantes do núcleo populacional.

Essa dupla influência teria resultado na denominação inicial de "Chapada das Mulatas", que posteriormente evoluiu para a forma atual "Chapadinha".

## História

### Origens e formação do povoado (século XVIII)
As origens de Chapadinha remontam ao período colonial brasileiro, quando a região integrava os territórios municipais de Brejo e Vargem Grande, sob administração do distrito de Brejo dos Anapurus. Registros históricos indicam que em 1783 descendentes do povo Anapurus estabeleceram-se num lugarejo denominado Aldeia, localizado aproximadamente 500 metros do atual núcleo urbano.
A fertilidade do solo e o crescimento populacional progressivo atraíram comerciantes e novos moradores para o local, então conhecido como Chapada das Mulatas - denominação associada tanto às características geográficas (terreno plano em forma de chapada) quanto a características das primeiras habitantes mulheres.

### Elevação à freguesia (1802)
O desenvolvimento do núcleo populacional levou à criação da Freguesia de Nossa Senhora das Dores em 25 de setembro de 1802, através de provisão régia. A nova freguesia permaneceu subordinada à jurisdição eclesiástica da Paróquia de Vargem Grande, então pertencente à Comarca de Itapecuru-Mirim.
Em 1870, o povoado já tinha uma subdelegacia de polícia e um distrito de paz, um batalhão de guarda nacional, um comissário vacinador, uma cadeira de primeiras letras para meninos, criadas pela Lei Provincial nº 268, de setembro de 1849. A povoação dispunha de uma capela coberta de telhas, embora as casas em sua maioria fossem verdadeiras palhoças. A lavoura constava de arroz, milho, feijão, algodão e fumo. A população de toda a freguesia era avaliada em mil pessoas.[carece de fontes?]

### Emancipação política e desenvolvimento (1890-1938)
A elevação do povoado à categoria de vila ocorreu em 17 de outubro de 1890, através do Decreto Estadual nº 36, que estabeleceu a Vila de Chapadinha como município autônomo, desmembrado de Brejo e Vargem Grande. Sebastião de Souza Barbosa assumiu como primeiro juiz municipal, enquanto Bento Gomes de Almeida tornou-se o primeiro prefeito.
O desenvolvimento econômico do município baseou-se principalmente na exploração de recursos naturais, com destaque para:
- A amêndoa de babaçu
- A cera de carnaúba

Essas atividades impulsionaram o crescimento populacional e comercial, culminando na elevação à categoria de cidade em 29 de março de 1938, pelo decreto-lei nº 45, durante o governo do interventor Paulo Martins de Souza Ramos (que se encontrava no Rio de Janeiro na ocasião)[carece de fontes?]. Manoel Vieira Passos exercia o cargo de prefeito nesse período.
Entre 1890 e 1945, Chapadinha foi administrada por treze prefeitos diferentes.
Já se passaram cerca de 242 anos desde sua primeira povoação, sendo 107 anos na condição de povoado, outros 48 anos como vila e 87 anos como cidade.

### Participação na Balaiada (1838-1841)
Chapadinha tornou-se um importante cenário da Balaiada, revolta popular que eclodiu no Maranhão em dezembro de 1838. A cidade serviu como base estratégica para os rebeldes após sua expulsão de Nina Rodrigues (antiga Vila da Manga), local do início do movimento.
Foram vários combates, principalmente, nos vales de duas hidrografias maranhenses, chegando atingir os povos situados no Golfão Maranhense. Deste faz parte o rio Munim, que integra o ecossistema natural do atual município da antiga Vila da Manga do Iguará, local de início da Guerra dos Balaios, estendendo-se até os Estados do Ceará e Piauí.
Com a eclosão da Balaiada, não encontrando em Nina Rodrigues os recursos necessários às suas intervenções, os revoltosos se deslocaram seguidamente para Chapadinha, que sofreu inúmeras depredações. Ali, mais especificamente no lugarejo Angico, a 12 km, construíram seu forte.[carece de fontes?]
Visando dar fim à rebelião e, ao mesmo tempo, livrar a vila de Brejo de qualquer invasão por parte dos rebeldes que se encontravam em Chapadinha, o seu prefeito enviou correspondência ao Comandante das Forças da Legalidade, Capitão Pedro de Andrade solicitando ajuda o qual foi atendido imediatamente. Segundo o historiador José Ribeiro de Amaral, as tropas eram 110 praças de linhas e 60 paisanos ou guardas nacionais que, juntamente com as forças locais, trataram de marchar ao encontro dos balaios que se encontravam nas mediações.[carece de fontes?]
Enfrentando águas e lamaçais e conduzindo vários feridos fadigados, chegaram ao lugarejo Angico, no dia 14 de abril do mesmo ano, onde foram atacados pelos rebeldes que se encontravam em melhor situação. Os rebeldes dominaram as tropas, que os aceitaram prontamente, mas ao sair em direção ao quartel dos rebeldes, os mesmos assassinaram a tiro o Capitão Pedro Alexandrino de Andrade. Além de seu colega, o Tenente Coronel João José Alves, ter sido morto a facadas, fato que se deu em 18 de abril de 1839.[carece de fontes?]
A revolta só foi dominada em toda a área do conflito quando o regente do Império, Pedro de Araújo Lima (Marquês de Oliveira), nomeou o coronel Luís Alves de Lima e Silva, no dia 7 de fevereiro de 1840, como Presidente e Comandante de armas. Unindo as tropas públicas de diversas províncias para submeter os revoltosos a várias derrotas. Depois de um ano de guerrilha, no dia 24 de setembro de 2014, foi elevado à condição de General e ao título de Duque de Caxias.

## Geografia
Segundo o IBGE, a densidade demográfica da população de Chapadinha é de 22,56 habitantes por km² e possui uma área de 3.247,15 km².

### Topografia
A topografia é denominada pela chapada baixa com vegetação de campos e cerrados abrangendo termos relevo plano.
| Bioma predominante [2024]             | Cerrado        |
| Área urbanizada [2019]                | 15,99 km²      |
| Esgotamento sanitário adequado [2010] | 16,1 %         |
| Arborização de vias públicas [2010]   | 79,9 %         |
| Urbanização de vias públicas [2010]   | 0,3 %          |
| População exposta ao risco [2010]     | 19.499 pessoas |

Fonte: IBGE

### Vegetação
A vegetação do município é do tipo Cerrado e tem uma composição florística diversificada. Entre as espécies mais comuns encontram-se o babaçu, a carnaúba e o buriti. Há também o pequizeiro, a mangabeira, a faveira, o bacuri e o jaborandi, planta que tem fins medicinais, entre outras espécies nativas. São encontrados com muita facilidade minerais, areia, monazítica, pedra, argila e outros.

### Clima
O clima é tropical úmido, com chuvas concentradas no primeiro semestre do ano. Segundo dados do Instituto Nacional de Meteorologia (INMET), desde outubro de 1976 a menor temperatura registrada em Chapadinha foi de 15,3 °C, em 26 de março de 1993, e a maior atingiu 39,8 °C, em 4 de outubro de 2015. O maior acumulado de precipitação em 24 horas foi de 185 milímetros (mm), em 5 de março de 1996, seguido por 166 mm, em 28 de dezembro de 2005 e 153,6 mm, em 3 de maio de 1997.
| Dados climatológicos para Chapadinha (OMM: 82382)                                              | Dados climatológicos para Chapadinha (OMM: 82382) | Dados climatológicos para Chapadinha (OMM: 82382) | Dados climatológicos para Chapadinha (OMM: 82382) | Dados climatológicos para Chapadinha (OMM: 82382) | Dados climatológicos para Chapadinha (OMM: 82382) | Dados climatológicos para Chapadinha (OMM: 82382) | Dados climatológicos para Chapadinha (OMM: 82382) | Dados climatológicos para Chapadinha (OMM: 82382) | Dados climatológicos para Chapadinha (OMM: 82382) | Dados climatológicos para Chapadinha (OMM: 82382) | Dados climatológicos para Chapadinha (OMM: 82382) | Dados climatológicos para Chapadinha (OMM: 82382) | Dados climatológicos para Chapadinha (OMM: 82382) |
| Mês                                                                                            | Jan                                               | Fev                                               | Mar                                               | Abr                                               | Mai                                               | Jun                                               | Jul                                               | Ago                                               | Set                                               | Out                                               | Nov                                               | Dez                                               | Ano                                               |
| ---------------------------------------------------------------------------------------------- | ------------------------------------------------- | ------------------------------------------------- | ------------------------------------------------- | ------------------------------------------------- | ------------------------------------------------- | ------------------------------------------------- | ------------------------------------------------- | ------------------------------------------------- | ------------------------------------------------- | ------------------------------------------------- | ------------------------------------------------- | ------------------------------------------------- | ------------------------------------------------- |
| Temperatura máxima recorde (°C)                                                                | 37,9                                              | 36,3                                              | 35,6                                              | 33,9                                              | 34,3                                              | 34,9                                              | 36,1                                              | 37,4                                              | 38,9                                              | 39,8                                              | 39,3                                              | 39,7                                              | 39,8                                              |
| Temperatura máxima média (°C)                                                                  | 32,8                                              | 32                                                | 31,7                                              | 31,7                                              | 31,8                                              | 31,7                                              | 32,3                                              | 34,1                                              | 35,6                                              | 36,3                                              | 35,8                                              | 34,9                                              | 33,4                                              |
| Temperatura média compensada (°C)                                                              | 26,8                                              | 26,4                                              | 26,2                                              | 26,4                                              | 26,8                                              | 26,7                                              | 26,8                                              | 27,3                                              | 28,1                                              | 28,5                                              | 28,5                                              | 28                                                | 27,2                                              |
| Temperatura mínima média (°C)                                                                  | 23,1                                              | 23                                                | 23                                                | 23,2                                              | 23,3                                              | 22,8                                              | 22,3                                              | 22,4                                              | 22,9                                              | 23,3                                              | 23,7                                              | 23,7                                              | 23,1                                              |
| Temperatura mínima recorde (°C)                                                                | 17,1                                              | 20                                                | 15,3                                              | 20,5                                              | 20                                                | 18,7                                              | 18,3                                              | 18,3                                              | 20                                                | 19,1                                              | 20,6                                              | 20                                                | 15,3                                              |
| Precipitação (mm)                                                                              | 227,7                                             | 275,1                                             | 359,1                                             | 331,7                                             | 196,5                                             | 69,3                                              | 27                                                | 5,9                                               | 2,5                                               | 16,6                                              | 38,3                                              | 84,3                                              | 1 634                                             |
| Dias com precipitação (≥ 1 mm)                                                                 | 13                                                | 15                                                | 19                                                | 18                                                | 13                                                | 7                                                 | 3                                                 | 1                                                 | 1                                                 | 1                                                 | 2                                                 | 5                                                 | 98                                                |
| Umidade relativa compensada (%)                                                                | 78                                                | 82,5                                              | 85,3                                              | 85,8                                              | 82,7                                              | 78                                                | 72,6                                              | 66,3                                              | 63,3                                              | 62,4                                              | 64,3                                              | 68,1                                              | 74,1                                              |
| Insolação (h)                                                                                  | 190,7                                             | 169,5                                             | 174,9                                             | 180,5                                             | 221,6                                             | 250,6                                             | 276,5                                             | 305                                               | 292,7                                             | 282                                               | 243,6                                             | 230,4                                             | 2 818                                             |
| Fonte: INMET (normal climatológica de 1991-2020; recordes de temperatura: 01/10/1976-presente) |                                                   |                                                   |                                                   |                                                   |                                                   |                                                   |                                                   |                                                   |                                                   |                                                   |                                                   |                                                   |                                                   |

### Hidrografia
Três cursos d’água importantes banham o município de Chapadinha.

#### Rio Munim
O Rio Munim é o principal rio do município de Chapadinha. Ele nasce em Aldeias Altas e corta a cidade no sentido Norte e Sul, passando por diversas localidades, recebendo as águas do Rio Iguará e do Rio Preto, passando nos municípios de Nina Rodrigues, Morros, Axixá, e já se misturando as águas salgadas no município de Icatu.
O rio desempenha papel fundamental para atividades econômicas locais, como a pesca. Estudos ambientais  detectaram variações significativas na qualidade da água, com redução nos níveis de oxigênio dissolvido no período seco e alterações no pH - fatores que podem comprometer a biodiversidade aquática. A pressão antrópica sobre o rio decorre de múltiplos fatores como atividades de extração mineral no leito fluvial, expansão urbana não planejada, descarte inadequado de resíduos e falta de saneamento básico adequado.

#### Rio Preto
O Rio Preto nasce na localidade de Saquinho no município de Buriti, servindo de divisa entre os municípios de Anapurus, Mata Roma e Chapadinha desaguando no Rio Munim.

#### Rio Iguará
O Rio Iguará nasce em Aldeias Altas, servindo de divisa também entre os municípios de Chapadinha e Timbiras, desaguando no rio Munim, pouco depois de Vargem Grande.

#### Riacho Itamacaoca
O riacho Itamacaoca nasce nas localidades Fonte Velha e Paredão no município de Chapadinha, aproximadamente a 3 km do centro da cidade. A um quilômetro desta nascente foi construída uma barragem pela Caema, que recebeu o nome de barragem Itamacaoca, de grande utilidade para a comunidade chapadinhense, no abastecimento de água potável e tratada para a população.
O nome Itamacaoca se deu em razão dos primeiros habitantes terem sido os indígenas e que suas casa eram conhecidas como “ocas”, e em cujo local existiram muitas pedras em formas de grutas, das quais surgem olhos d’água, iniciando assim um córrego que os indígenas denominaram de riacho.
Em 2015, com a grave crise hídrica que assola todo o Nordeste brasileiro, a barragem da Itamacaoca viveu seu pior momento, secando completamente.
Outras fontes naturais são Chororó, Bica, Aldeia, Quebra-cabeça, Japão, Juçaral, Angelim.

## Economia
Atualmente, Chapadinha tem como grande atividade agrícola a plantação de soja, com crescente ampliação dos plantios de eucaliptos para atender a fábrica de paletes da Suzano com instalações no município. Sua economia é predominantemente baseada no setor de comércio e serviços, sendo incipiente a indústria (basicamente, concentrada na construção civil, olarias, e também metalurgia).
No passado a exploração do extrativismo de babaçu levou muita renda a este município que era um dos maiores produtores do estado do Maranhão.
Em 2021, o PIB per capita de Chapadinha era de R$ 11.083,69. Comparando-se com outros municípios do estado do Maranhão, ficava na posição 63 de 217. Já o percentual de receitas externas em 2023 era de 8,22%, o que o colocava na posição 93 de 217.
| PIB per capita [2021]                                                                           | 11.083,69 R$      |
| Índice de Desenvolvimento Humano Municipal (IDHM) [2010]                                        | 0,604             |
| Total de receitas brutas realizadas [2023]                                                      | 347.440.477,48 R$ |
| Transferências correntes (Percentual em relação às receitas correntes brutas realizadas) [2023] | 82,22 %           |
| Total de despesas brutas empenhadas [2023]                                                      | 343.475.901,60 R$ |

Fonte: IBGE
| Salário médio mensal dos trabalhadores formais [2022]                                             | 2,1 salários mínimos |
| Pessoal ocupado [2022]                                                                            | 6.686 pessoas        |
| População ocupada [2022]                                                                          | 8,22 %               |
| Percentual da população com rendimento nominal mensal per capita de até 1/2 salário mínimo [2010] | 51,9 %               |

Fonte: IBGE

### Agricultura
O sistema ainda é tradicional (roça queimada), onde se cultiva feijão, milho, arroz, mandioca e outros, mas toda a produção é só para o consumo interno. Já existem pequenos projetos de roça mecanizada, mais ainda em fase experimental. Planta-se também cana-de-açúcar, da qual é extraída a garapa e é usado para produzir cachaça, vinagre e melaço.

### Pecuária e Piscicultura
A pecuária de Chapadinha é de pouca expressividade, com sua produção voltada apenas para o consumo interno. Nos últimos anos através de um projeto social chamado Mesa Farta, de iniciativa particular, tem havido o incentivo da criação de peixes em pequenos tanques no fundo do quintal, o que de fato esta pequena produção induz além do objetivo central que é criar para comercializar. Segundo a Cooperativa dos Profissionais Autônomos do Estado do Maranhão, no ano de 2012, o Governo Federal deu início à contratação de serviços de ATER para agricultores familiares em situação de extrema pobreza, como uma das ações do Plano Brasil Sem Miséria. A iniciativa deu grande impulso às atividades de produção de frango caipira, horticultura, piscicultura e caprinocultura. Sendo a mais significativa, a produção de frangos, que em 2013 deve chegar a 70 toneladas/ano.

### Fruticultura
Encontramos com muita variação, em quintais de algumas residências, frutas como: caju, acerola, manga, jaca, banana, abacate, laranja, limão, açaí, jenipapo, cajá, buriti, ingá, bacuri (Reserva Extrativista Chapada Limpa), goiaba, murici, ata (fruta do conde, fruta-pinha), e outras frutas.

## Política
| Prefeito                                   | Partido                        | Início do Mandato | Fim do Mandato |
| ------------------------------------------ | ------------------------------ | ----------------- | -------------- |
| Raimundo Vieira de Almeida "Mundiquinho"   |                                | 1956              | 1960           |
| Raimundo Nazareh Oliveira                  |                                | 1961              | 1965           |
| Bernardo Serra de Almeida                  |                                | 1975              | 1978           |
| Irineu Veras Galvão                        |                                | 1978              | 1982           |
| José da Costa Almeida                      |                                | 1982              | 1988           |
| Isaías Fortes Meneses                      |                                | 1988              | 1992           |
| Osvaldo Rodrigues Lobo                     |                                | 1992              | 1996           |
| Magno Augusto Bacelar Nunes                | PFL (1998-2005) PV (2005-2020) | 2000              | 2008           |
| Danúbia Carneiro*                          | PR                             | 2008              | 2012           |
| Maria Ducilene Pontes Cordeiro "Belezinha" | PRB                            | 2012              | 2016           |
| Magno Augusto Bacelar Nunes                | PV                             | 2017              | 2020           |
| Maria Ducilene Pontes Cordeiro "Belezinha" | PL                             | 2021              | 2024           |

*Assumiu após a cassação da candidatura de Izaías Fortes Meneses, que havia recebido mais votos.

### Atuais vereadores
• Junior Carneiro (PV)
• Nildo Santos (PL)
• Professor Faria
• Itamar Macedo (PRB)
• Netinho Gedeão (PV)
• Matheus Nenenzão 
• Mônica Pontes
• Tote (PHS)
• Nildinha Teles (PRB)
• Josenildo Garreto
• Vânia Cristina
• Marinete
• Professora Vera (PRB)
• Isalena Aguiar
• Lara Hortegal

## Infraestrutura

### Rodovias
Com a complementação da BR 222 e a MA 230, ligando o Maranhão com o Ceará, através da ponte da Jandira sobre o rio Parnaíba, deu-se assim mais esperança a Chapadinha de melhorar sua estrutura socioeconômica em razão do fluxo de veículos que circula por este trecho, diminuindo também a distância entre São Luís e a cidade de Fortaleza, no Ceará.

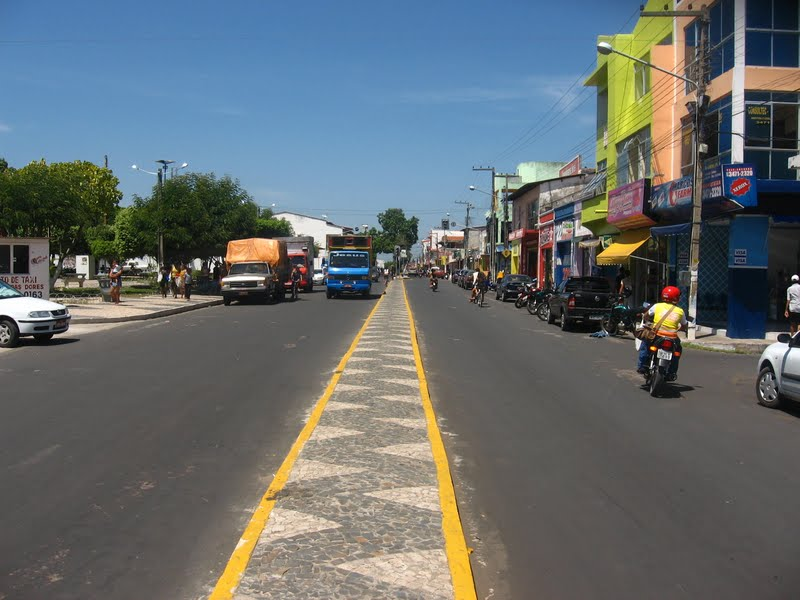
Avenida Oliveira Roma.

### Rodoviária
Há duas principais linhas de acesso, a BR 222 e a MA 230. No setor de transporte existem várias linhas interurbanas que atendem na íntegra as necessidades da população, ligando às mais variadas localidades. 
As empresas que operam em Chapadinha são: Guanabara, Boa Esperança, Transpiauí, Transbrasiliana, Solitur e Itapemirim.

### Aeroporto
A pista de pouso do aeroporto tem aproximadamente 3.200 metros de asfalto, e foi inaugurada em setembro de 1989 (construída pelo Ministério da Aeronáutica). Tem capacidade de receber pequenos aviões e jatinhos. No entanto, as instalações do aeroporto encontram-se invadidas, funcionando em seu local um bar.[carece de fontes?] A pista de pouso é constantemente acessada por motos, carros e pedestres que a utilizam como atalho para uma estrada que leva à zona rural, colocando em perigo sua utilização. Embora a camada asfáltica esteja em boas condições, a situação do aeroporto é de completo abandono.

## Demografia

### Lista de Bairros
| Areal                             |
| Aeroporto                         |
| Aldeia                            |
| Angelim                           |
| Bairro Novo                       |
| Boa vista                         |
| Bom Jesus                         |
| Campo velho                       |
| Caterpiler                        |
| Centro                            |
| Cohab                             |
| Corrente                          |
| Esplanada                         |
| Fonte do Mato                     |
| Idalina Mendes                    |
| Japão                             |
| Mil casas 1                       |
| Mil casas 2                       |
| Moisés Amorim                     |
| Mutirão                           |
| Nossa Senhora Aparecida           |
| Novo Castelo                      |
| Parque Independência              |
| Quebra-cabeça                     |
| Recanto dos pássaros              |
| Renascer                          |
| Residencial José de Sousa Almeida |
| Residencial José de Sousa Almeida |
| Residencial José de Sousa Almeida |
| Residencial Masul                 |
| Santa Luzia                       |
| São José, Da Cruz                 |
| Terras Duras                      |
| Tigela                            |
| Vila Barreiro                     |
| Vila Brasil                       |
| Vila Isamara                      |
| Vila Liberdade                    |
| Vila N. Sr.ª de Fátima            |
| Vila nota 10                      |
| Vila Vagner Pessoa                |

| População no último censo [2022] | 81.386 pessoas                           |
| População estimada [2024]        | 84.202 pessoas                           |
| Densidade demográfica [2022]     | 25,06 habitantes por quilômetro quadrado |

Fonte: IBGE

## Serviços públicos

### Órgãos públicos estaduais

##### Radiodifusão
No setor de radiodifusão, operam na cidade as rádios Cultura FM e Mirante FM.

##### Caema
Em Chapadinha, a Caema registrou 8.500 residências atendidas pela rede de água encanada. A média de fornecimento de água é de 295 mt³/h. Existem também, tanto na sede quanto na zona rural, grande quantidade de poços e cacimbões.
O sistema de abastecimento de água de Chapadinha passou por ampla modernização através de uma parceria entre o governo do Maranhão e o governo federal. O projeto, inaugurado em 2023, garantiu pela primeira vez acesso à água tratada para mais de 53 mil habitantes do município, marcando a universalização do serviço na região.
A obra incluiu a construção de uma Estação de Tratamento de Água (ETA) com vazão de 260 m³/hora, complementada por três reservatórios apoiados e um elevado. O sistema foi ampliado com uma adutora de 4 km de extensão e o aumento da capacidade de captação da barragem do Itamacaoca. O investimento total atingiu R$ 35 milhões, com R$ 25 milhões provenientes do governo Federal e o restante como contrapartida do governo do Estado.

##### Cemar
Em 2005, a Cemar registrou 11.997 residências com energia elétrica. A média de consumo geral de energia é de 1.358.526 w/h.

##### Ciretran
A 6ª Ciretran – Circunscrição Regional de Trânsito – de Chapadinha atende a toda a região do Baixo Parnaíba e Alto Munim, com a emissão de carteira de habilitação e fiscalização do trânsito.

##### Segurança pública
Chapadinha tem um complexo policial que atende como Delegacia Regional de Polícia e o CDP - Centro de Detenção Provisória, com capacidade para 60 detentos, e que possui uma cela especial.

##### Policia Militar
Chapadinha é sede do 16º Batalhão de Polícia Militar, que atende a 17 municípios da região.
Guarda Municipal e Agentes de Trânsito
Chapadinha conta também com a Guarda Civil Municipal, com um contingente de 62 Guardas Municipais e o Departamento Municipal de Trânsito - DMT, que conta com 21 agentes de trânsito.

#### Órgãos públicos federais
Entre os orgãos públicos instalados na cidade destacam-se: Tribunal Regional do Trabalho, IBGE, Receita Federal, INSS, AGED, ICMBio (RESEX Chapada Limpa).

#### Secretaria Municipal de Saúde
Segundo a Secretaria Municipal de Saúde, a mesma mantém 3 hospitais no município: o Hospital Antônio Pontes de Aguiar (HAPA), Unidade de Pronto Atendimento (UPA) e o Hospital Regional de Chapadinha.

#### Outras organizações
Pastoral da Criança, Conselho Tutelar, Apae, Comunidade Kolping, sindicatos, CDL, associações, entidades estudantis. 
Em Chapadinha, existem 4 agências bancárias, que abastecem, além de Chapadinha, toda a região com pequenas filiais; Bradesco, Banco do Brasil, Banco do Nordeste e Caixa Econômica Federal.

### Educação Básica e Ensino Superior

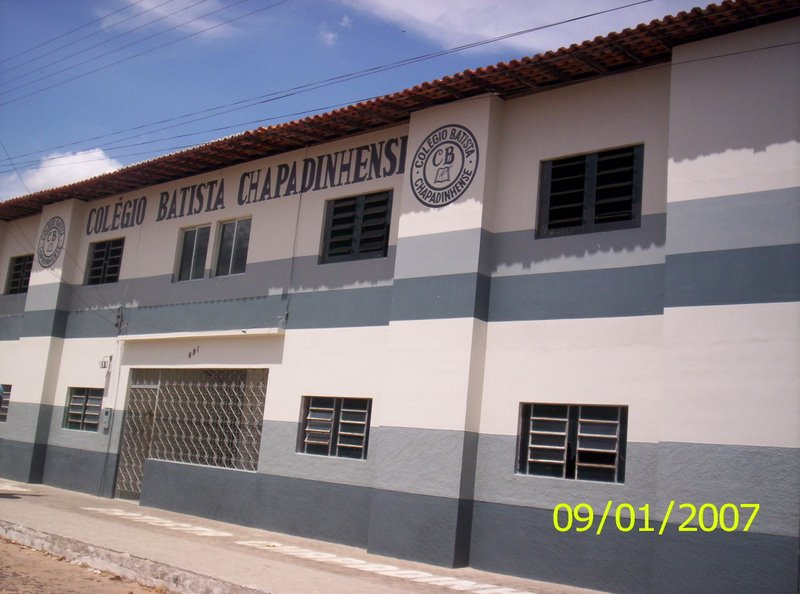
Colégio Batista Chapadinhense

Em 2010, a taxa de escolarização de 6 a 14 anos de idade do município de Chapadinha era de 92,6%. Comparando-se com outros municípios do estado do Maranhão, ficava na posição 203 de 217.
| Taxa de escolarização de 6 a 14 anos de idade [2010]             | 92,6 %            |
| IDEB – Anos iniciais do ensino fundamental (Rede pública) [2023] | 4,6               |
| IDEB – Anos finais do ensino fundamental (Rede pública) [2023]   | 4,0               |
| Matrículas no ensino fundamental [2023]                          | 13.556 matrículas |
| Matrículas no ensino médio [2023]                                | 3.518 matrículas  |
| Docentes no ensino fundamental [2023]                            | 890 docentes      |
| Docentes no ensino médio [2023]                                  | 196 docentes      |
| Número de estabelecimentos de ensino fundamental [2023]          | 129 escolas       |
| Número de estabelecimentos de ensino médio [2023]                | 10 escolas        |

Fonte: IBGE
Por conta do destaque geográfico na microrregião, a cidade detém um polo da Universidade Federal do Maranhão (UFMA) e faculdades particulares, destacando-se a Faculdade do Baixo Parnaíba (FAP).
A UFMA - Universidade Federal do Maranhão oferece os seguintes cursos: Biologia, Zootecnia, Agronomia e Engenharia Agrícola. O Museu de História Natural do Leste Maranhense está vinculado ao Campus de Chapadinha, como um repositório local da biodiversidade (do cerrado da região do Baixo Parnaíba e do Munim) e para contribuir para a popularização do conhecimento científico em Biologia, em especial entre crianças e jovens.
As unidades de universidades públicas representam as únicas ofertas de ensino superior público federal na região, complementando as opções disponíveis na capital São Luís, localizada a mais de 300 km de distância. A implantação do campus ampliou significativamente o acesso ao ensino superior na região, atendendo egressos do ensino médio do próprio município e de cidades vizinhas.
Curso de Medicina
Chapadinha está entre os 22 municípios brasileiros pré-selecionados, em abril de 2015, pelos ministérios da Saúde e da Educação, que poderão receber cursos de medicina ofertados por instituições particulares.

#### Telecomunicações
Na cidade de Chapadinha encontra-se a cobertura de 4 operadoras de telefonia móvel celular: Oi, Tim, Vivo e Claro. Além disso, ainda existem serviços de telefonia fixa e banda larga da operadora Oi, assim como de várias outras operadoras locais de internet via rádio.

## Festas e cultura
Chapadinha possui como principal evento tradicional o Festejo de Nossa Senhora das Dores, realização anual no mês de setembro em homenagem à padroeira municipal. A cidade também se destaca pelas festividades carnavalescas e as festas de Bumba meu boi, consideradas entre as mais expressivas do estado do Maranhão. Esses eventos atraem significativo fluxo turístico, incluindo visitantes de outras unidades federativas.